# Melrose Industries
Melrose Industries plc — британська виробнича компанія, розташована в Лондоні. Вона спеціалізується на купівлі, інвестуванні та вилученні інжинірингових компаній. Її акції котируються на Лондонській фондовій біржі як складова індексу FTSE 100. Melrose обслуговує клієнтів у Великобританії та США. 
Melrose Industries була заснована в 2003 році Девідом Ропером, Крістофером Міллером і Саймоном Пекхемом. З точки зору ділової практики, компанія прагне купити та повернути неефективний бізнес. Melrose придбав, а в деяких випадках також продав численні інженерні компанії, включаючи Dynacast, McKechnie, FKI, Elster, Nortek і GKN. Його методи придбання нібито включали тактику ворожого поглинання; [2] Мелроуз також піддавався публічній критиці за випуск високооплачуваних схем заохочення для своїх топ-менеджерів [3].
1. 1 2 3  https://www.theguardian.com/business/2018/mar/29/melrose-trio-gkn-christopher-miller-david-roper-simon-peckham
2. 1 2  https://www.melroseplc.net/about-us/board-of-directors/
3. ↑  https://web.archive.org/web/20181213033359/https://www.melroseplc.net/about-us/board-of-directors/
4. ↑  SIPRI Arms Industry Database — Стокгольмський інститут дослідження проблем миру.